# GoIP

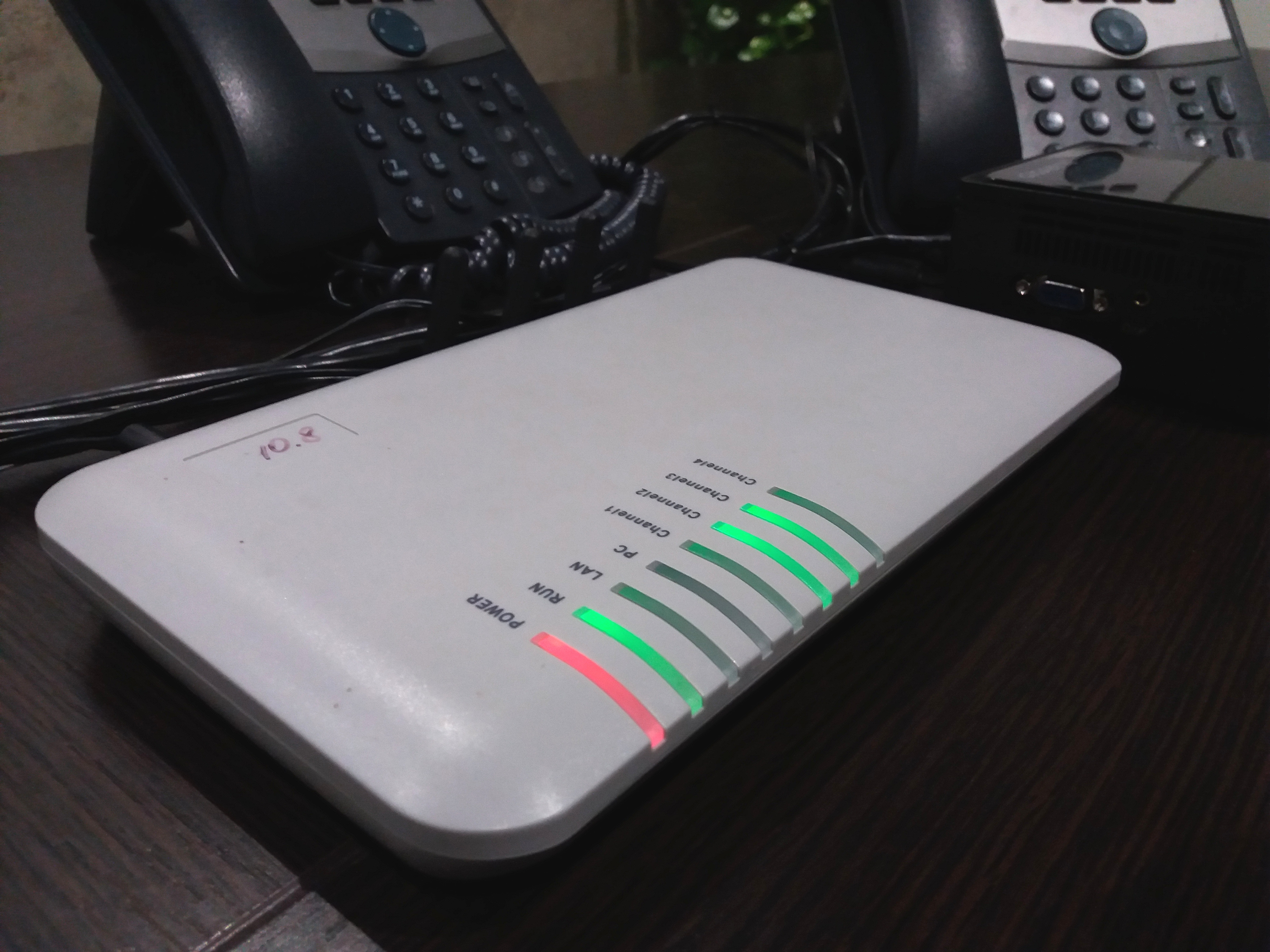
支持4张手机SIM卡的GoIP

GoIP，也作GOIP（GSM Over IP），一种能将传统电话信号转化为网络信号的虚拟拨号设备，是用于在GSM（全球移动通讯系统）网络和VoIP（基于IP的语音传输）之间建立直接连接的一系列GSM网关，能同时搭载大量GSM手机电话卡，通过网络实现电话呼叫、短信群发、远程控制、人机分离等功能。

## 使用方法
将SIM卡插入GoIP网关，同时对接GoIP到软交换服务器或者IPPBX，即可实现在任何地方通过互联网，用IP话机、软电话、FXS网关及群呼中心等，呼出（或接听）GoIP所在地的移动通讯设备和固话设备。

## 电信诈骗
因GoIP设备具有无人值守、隐匿位置等功能，并且可以规避一般改号软件不能回拨的弊端，常被电信诈骗者用作中转站。电信诈骗者通过组织他人帮助架设GOIP设备，通过在异地远程操作GoIP设备，任意切换手机号码拨打诈骗电话实施诈骗，以达到隐匿其真实位置的目的，增大警方查获困难。
在中国大陆，使用GoIP设备从事电信网络诈骗活动是犯罪行为。负责安装架设GOIP设备的人员也犯有帮助信息网络犯罪活动罪。在中国警方“断卡行动”中，曾查获大量使用GoIP设备从事诈骗的犯罪。
根据《中华人民共和国电信条例》有关规定，使用GoIP设备必须通过相关部门的资质审核和入网许可，否则任何个人和公司均不得使用GOIP设备进行语音外呼。有报道称，GoIP设备已失去正常应用场景，沦为“电诈工具”。

## 相关
使用手机和音频对录线等搭建的网络通话设备，有时也被称为GOIP设备。